# City Solar
Die City Solar AG war ein deutsches Solarunternehmen mit Sitz in Bad Kreuznach, das sich auf den Bau und den Betrieb von Solargroßkraftwerken spezialisiert hatte. Im Jahr 2003 gegründet, wuchs es bis 2008 auf eine Mitarbeiteranzahl von 150 an und erreichte einen Jahresumsatz von 120 Millionen Euro. Bereits im darauf folgenden Jahr trat die Insolvenz des Unternehmens ein.

## Geschichte
City Solar wurde 2003 von den beiden Unternehmern Steffen Kammler und Stefan Kasterka gegründet. Die Gründung erfolgte, um das an Stefan Kasterka herangetragene Angebot, eine freie Fläche auf dem Flughafen Saarbrücken für ein Solarkraftwerk zu nutzen, realisieren zu können.
Innerhalb der nächsten fünf Jahre wuchs das Unternehmen auf 150 Mitarbeiter und erreichte einen Umsatz von mehr als 120 Millionen Euro im Jahr 2008.
City Solar vertrat einen hohen ethischen Anspruch. Das Unternehmen hatte sich selbst auferlegt, zehn Prozent seines Jahresgewinns an gemeinnützige Organisationen fließen zu lassen, darunter die firmeneigene Stiftung „Sonne für Kinder“. Für diese Stiftung wurden zudem eigene Solarkraftwerke gebaut, deren Erträge Kinder- und Jugendhilfsprojekten zugutekommen sollten. In jedem Jahr sollte eines in der Größenordnung von einem Megawattpeak (MWp) entstehen.
Im Januar 2009 wurde auf Antrag einer Gläubigerbank die vorläufige Insolvenz eröffnet. Der Geschäftsführer Steffen Kammler wurde im August 2009 verhaftet. Ihm wurde zur Last gelegt, dem Unternehmen systematisch Gelder entzogen und die Gesellschaften somit ausgehöhlt zu haben. Im April 2010 wurden vom Landgericht Koblenz gegen den Geschäftsführer eine sechsjährige Haftstrafe wegen Bankrotts, Untreue und sieben Fällen falscher Angaben nach dem Aktien- und GmbH-Recht verhängt. Ein 74-jähriger Mitangeklagter erhielt eine Bewährungsstrafe.

## Struktur
Die City Solar AG hatte mit der City Solar Kraftwerke AG eine Tochtergesellschaft, für die im Januar 2009 ebenfalls Insolvenz beantragt wurde.

## Unternehmenszweck
City Solar hatte sich auf den Bau von Photovoltaik-Kraftwerken spezialisiert. Hierbei übernahm die Gesellschaft die vollständige Projektentwicklung und Organisation, angefangen bei der Planung über die Akquise geeigneter Flächen, Sicherstellung der Finanzierung, Durchführung der eigentlichen Bauarbeiten über nahestehende Subunternehmer, bis hin zum Betrieb der fertiggestellten Kraftwerke.
Kraftwerksprojekte (Auswahl)
- Flughafen Saarbrücken (im Januar 2004 fertiggestellte Anlage mit 1,4 MWp; erstes Projekt der City Solar)[3]
- Grube Göttelborn, Saarland[7]
- Beneixama, Spanien (zu diesem Zeitpunkt weltweit größtes PV-Kraftwerk (Stand Oktober 2007))[3][8]

Zum Zeitpunkt der Insolvenz waren mehrere Projekte in Deutschland, Italien und Griechenland in Vorbereitung.

## Auszeichnungen
Von Eurosolar wurde 2007 die Unternehmensstiftung „Sonne für Kinder“ mit dem Deutschen Solarpreis in der Kategorie „Lokale oder regionale Vereine“ ausgezeichnet. Auf diese Weise sollten die erfolgreiche Tätigkeit auf dem Gebiet der Solarenergienutzung und der ethische Anspruch gewürdigt werden.
Im Jahr 2008 erreichte City Solar die Finalrunde des Deutschen Gründerpreises in der Kategorie „Aufsteiger“. Preisträger wurde mit der Attocube Systems AG einer der beiden Konkurrenten.